# Natri iodide
Natri iodide là một muối có dạng tinh thể màu trắng có công thức hóa học NaI dùng trong tìm kiếm phóng xạ, cung cấp iod và là chất khử trong phản ứng Finkelstein.

## Sử dụng
Natri iodide thường dùng để điều trị và ngăn ngừa chứng thiếu iod.
Natri iodide được dùng trong các phản ứng trùng hợp, ngoài ra còn trong phản ứng Finkelstein (như dung dịch aceton) cho việc chuyển hoá ankyl chloride sang ankyl iodide. Điều này dựa vào tính không tan của natri chloride trong axeton để chuyển hướng phản ứng.
R-Cl + NaI → R-I + NaCl
Natri iodide hoạt hoá phát quang với tali, NaI(Tl), khi bị bức xạ ion hoá sẽ phát ra photon và được dùng trong các máy dò nhấp nháy (scintillation detector), chủ yếu trong y học hạt nhân, địa vật lý, vật lý hạt nhân và trong các phép đo môi trường. NaI(Tl) là vật liệu phát quang được dùng rộng rãi nhất và có lượng sản xuất lớn nhất trong các vật liệu dò phát quang. Các tinh thể được gắn với các ống nhân quang (photomultiplier tube), trong bình kín, vì natri iodide có tính hút ẩm.
Một vài thông số (như độ phóng xạ, lưu ảnh, độ sáng) có thể đạt đến bằng cách thay đổi việc hình thành tinh thể. Tinh thể ở độ kích thích cao được dùng trong máy tìm kiếm tia X với chất lượng quang phổ cao. Natri iodide có thể được dùng ở dạng đơn tinh thể hoặc đa tinh thể cho mục đích này.
Natri iodide phóng xạ, Na131I, được dùng để điều trị ung thư tuyến giáp và chứng ưu năng tuyến giáp.